# كي إيكيدا
كي إيكيدا (باليابانية: 池田 圭) (20 أكتوبر 1986 في إنزاي في اليابان – )؛ هو لاعب كرة قدم ياباني سابق كان يلعب كمهاجم.

## وصلات خارجية
- كي إيكيدا على موقع رابطة كرة القدم اليابانية للمحترفين (اليابانية)
- كي إيكيدا على موقع قاعدة بيانات كرة القدم.إي يو (الإنجليزية)
- كي إيكيدا على موقع Soccerway.com (الإنجليزية)
- كي إيكيدا على موقع عالم كرة القدم.نت (الإنجليزية)
- كي إيكيدا على موقع كووورة